# Переславль-Залесский

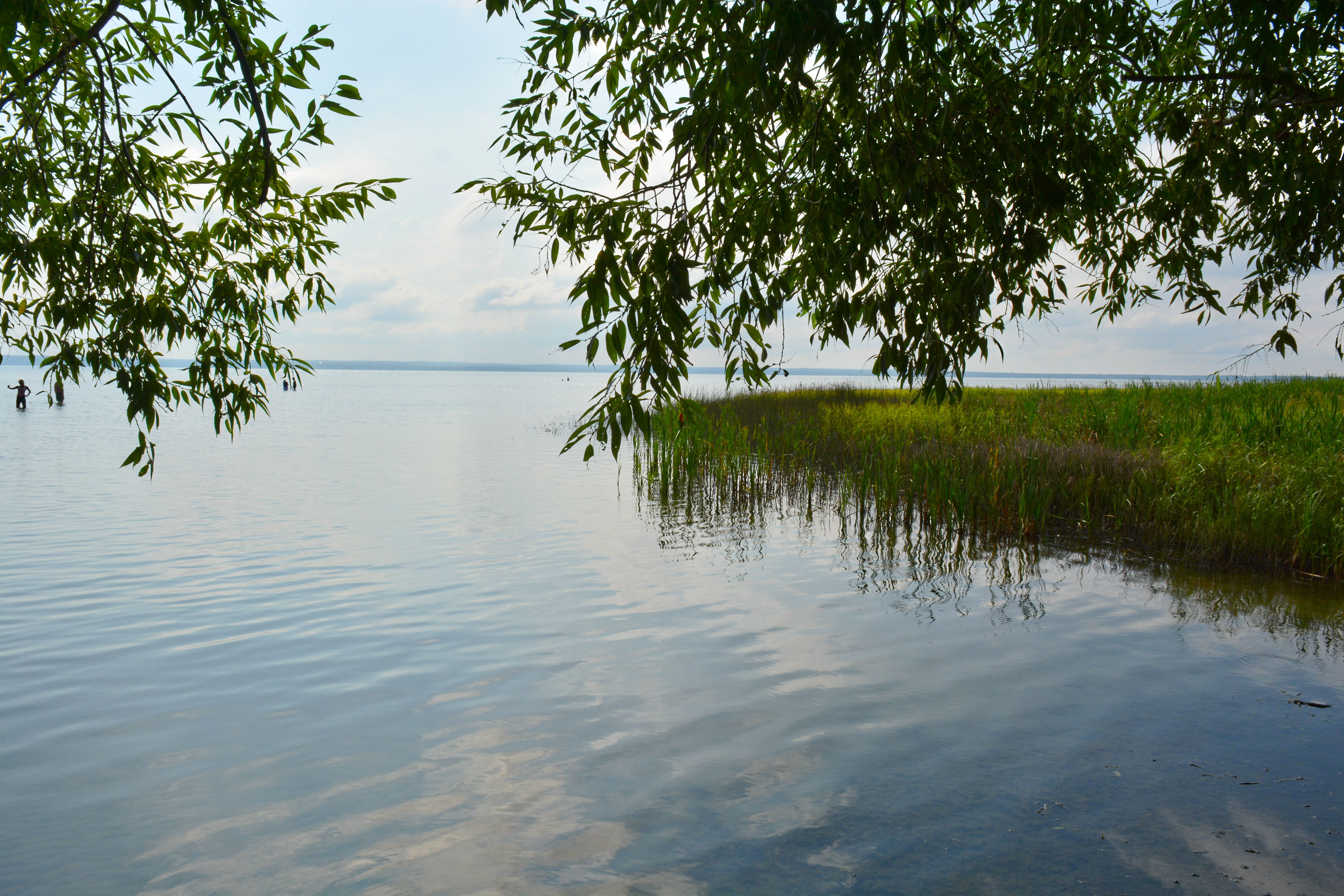
Плещеево озеро, пляж

Пересла́вль-Зале́сский (часто просто Пересла́вль) — город (с 1152 года) в Ярославской области России.

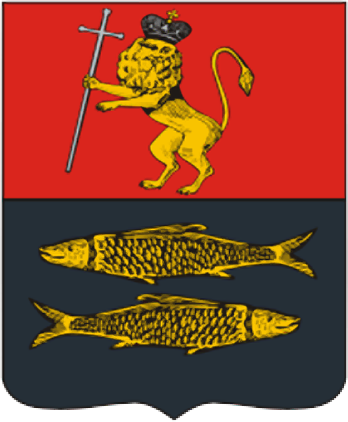
Герб (1781)

Население — 37 738 чел. (2021). Площадь города составляет 23,01 км².
Административный центр Переславского района, в который не входит, обладая статусом города областного значения. В границах этого района в рамках муниципального устройства с 2018 года он образует городской округ город Переславль-Залесский.

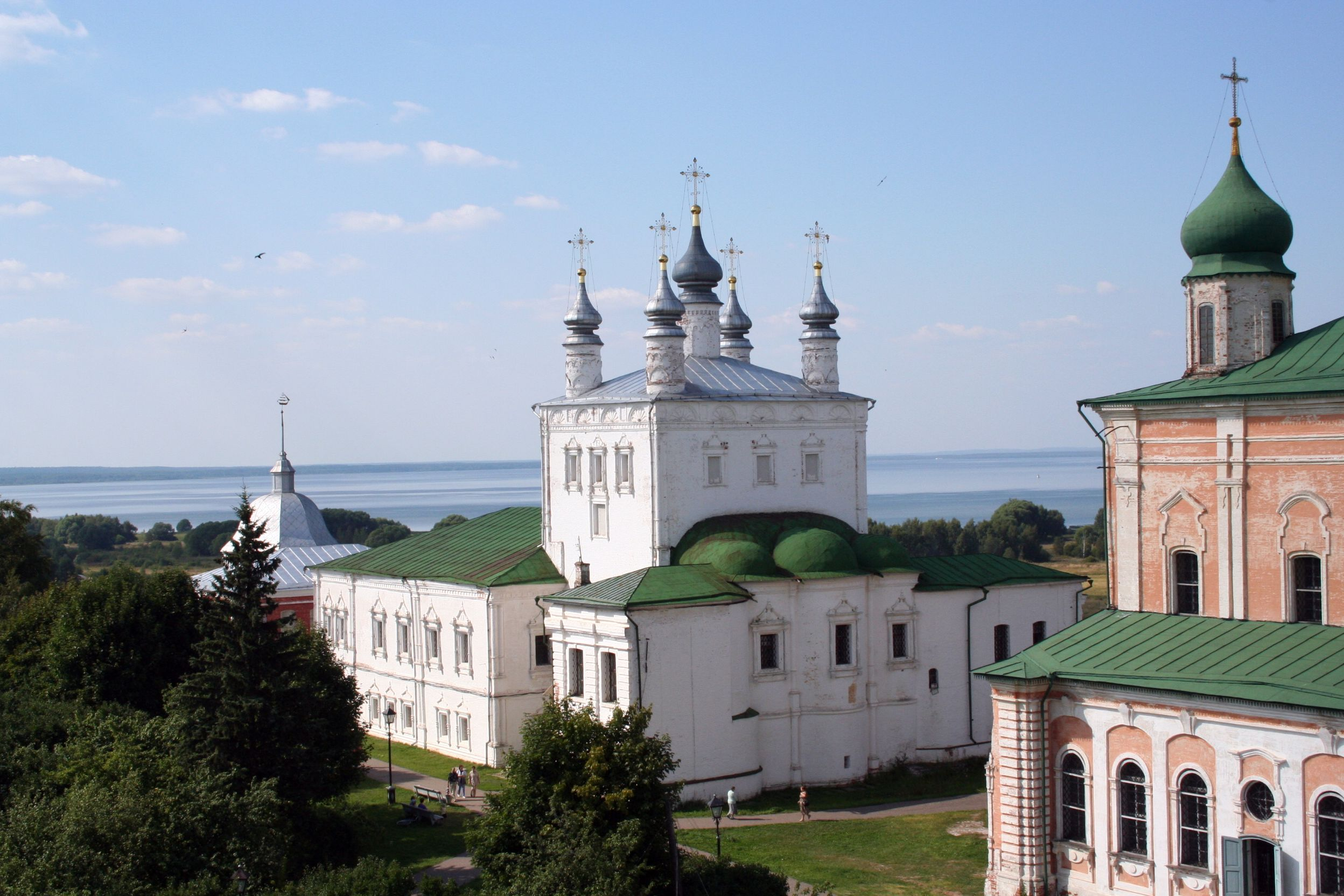
Переславский музей (вид с колокольни)

Город расположен в 140 км от Москвы, на трассе М8 «Холмогоры» Москва — Архангельск, примерно посередине пути из Москвы в Ярославль, на берегу Плещеева озера, в месте впадения в него реки Трубеж. Также имеет прямое транспортное сообщение с Вологдой и подъезды к Владимиру, Костроме, Иванову и Твери. Центр национального парка «Плещеево озеро». Километровый знак «140 км» находится в центре города на повороте с улицы Свободы на Ростовскую улицу.

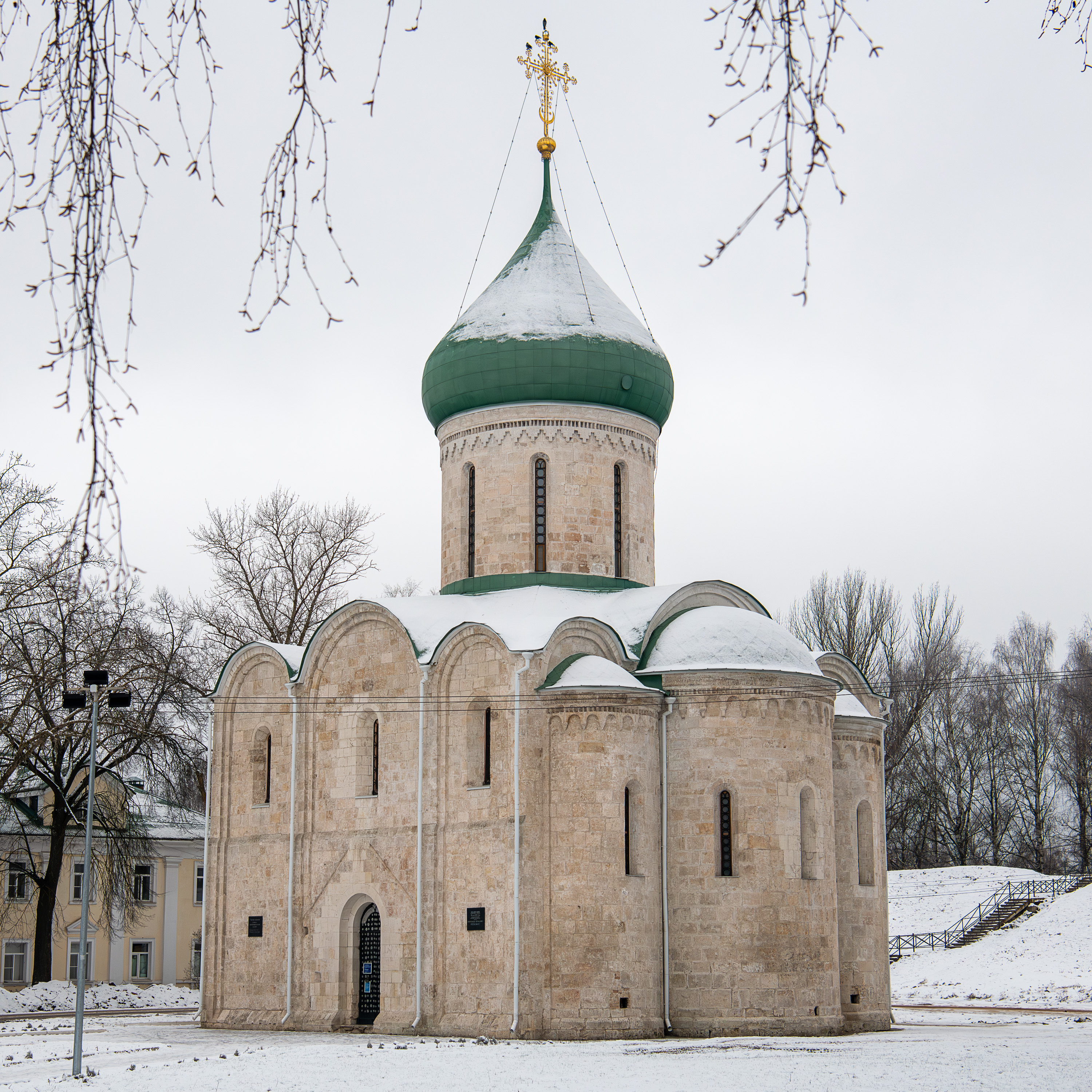
Спасо-Преображенский собор

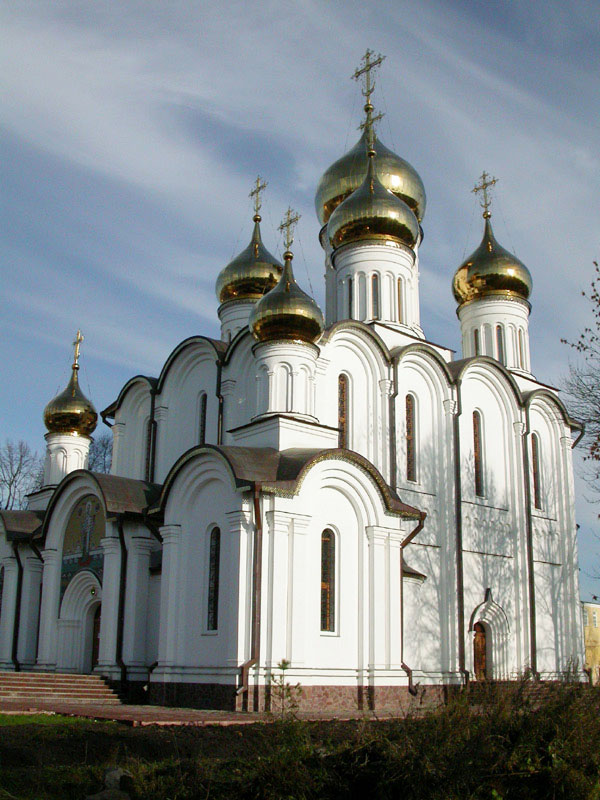
Никольский собор

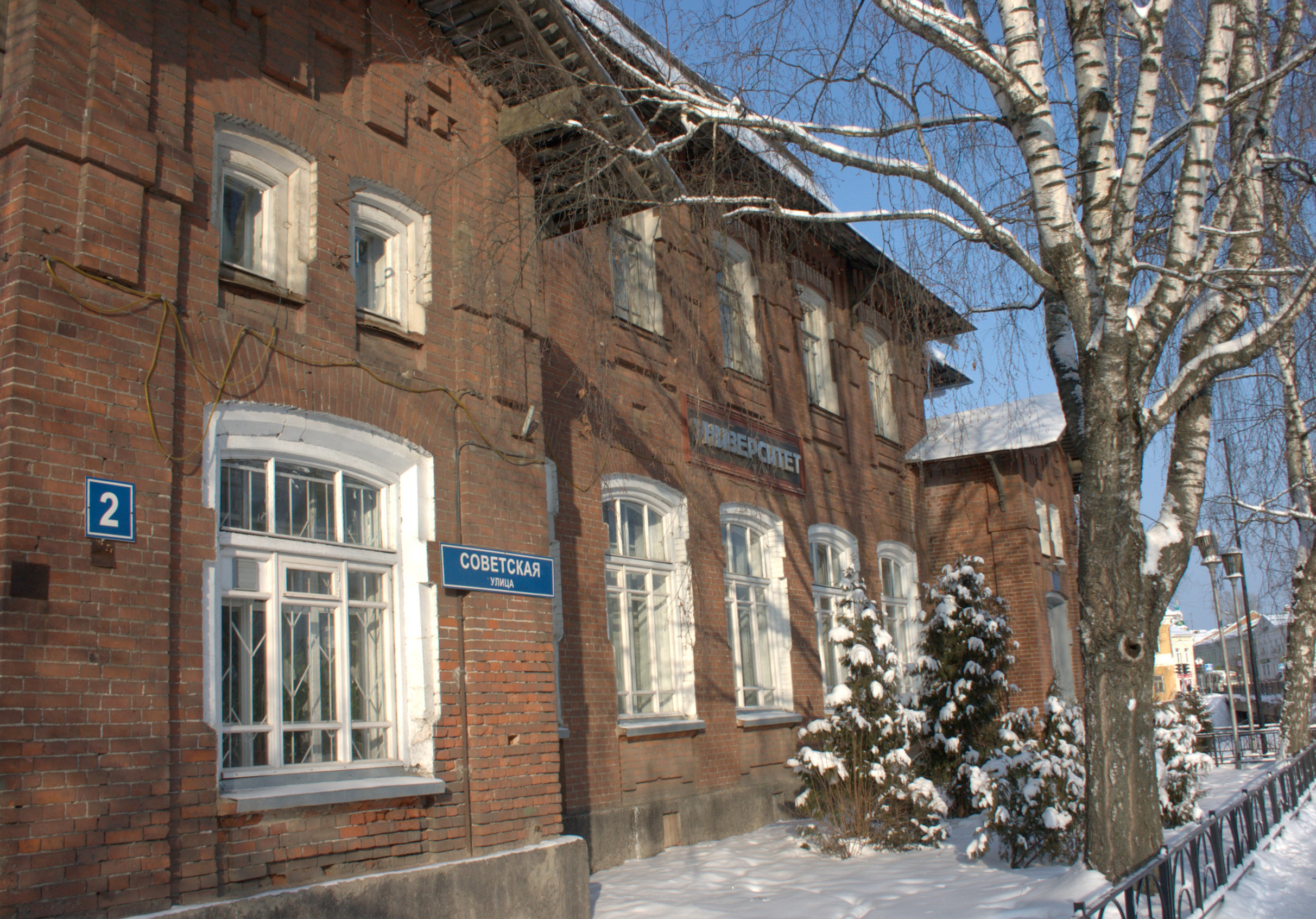
Университет Переславля, первый корпус

В городе расположена железнодорожная станция Переславль, конечная железнодорожной линии от станции Берендеево.
Переславль входит в Золотое кольцо России. В список городов этого туристического маршрута Переславль был включён Бычковым Юрием Александровичем, придумавшим «Золотое кольцо». В 2009 году город посетило 290 тысяч человек, 91 % из которых прибыли сюда на экскурсию. При этом 2 % туристов (6 тысяч человек) составили иностранцы.

## Физико-географическая характеристика

### Географическое положение
Переславль расположен в центральной части Восточно-Европейской равнины (в северо-восточной части Клинско-Дмитровской гряды), на юго-восточном берегу Плещеева озера, при впадении в него реки Трубеж, в 21 км от железнодорожной станции Берендеево, в 124 км к юго-западу от Ярославля и 140 км к северо-востоку от Москвы.

### Часовой пояс
Переславль-Залесский находится в часовой зоне МСК (московское время). Смещение применяемого времени относительно UTC составляет +3:00.
В соответствии с применяемым временем и географической долготой средний солнечный полдень в Переславле-Залесском наступает в 12:21.

### Климат
Климат умеренно континентальный. Зима прохладная, облачная, с периодическими оттепелями. Весна погожая, с годовым минимумом осадков. Лето относительно тёплое, но недолгое. Осень обычно ненастная.
| Показатель                    | Янв.  | Фев.  | Март | Апр.  | Май  | Июнь | Июль | Авг. | Сен. | Окт.  | Нояб. | Дек.  | Год   |
| ----------------------------- | ----- | ----- | ---- | ----- | ---- | ---- | ---- | ---- | ---- | ----- | ----- | ----- | ----- |
| Абсолютный максимум, °C       | 7,1   | 7,7   | 19,6 | 25,8  | 32,8 | 34,8 | 35,7 | 35,2 | 30,1 | 25,1  | 14,3  | 8,5   | 35,7  |
| Средний суточный максимум, °C | −5,2  | −4,1  | 1,9  | 10,7  | 18,4 | 21,6 | 24,0 | 21,8 | 15,7 | 8,0   | 0,5   | −3,6  | 9,1   |
| Средняя температура, °C       | −7,6  | −7,5  | −2,3 | 5,5   | 12,4 | 16,1 | 18,5 | 16,4 | 11,1 | 4,9   | −1,7  | −5,8  | 5,0   |
| Средний суточный минимум, °C  | −10,7 | −10,5 | −5,7 | 1,0   | 7,3  | 11,2 | 13,6 | 11,8 | 7,5  | 2,5   | −3,7  | −8,1  | 1,4   |
| Абсолютный минимум, °C        | −38,2 | −35,6 | −29  | −19,4 | −5,5 | −0,6 | 4,5  | 0,8  | −6,8 | −16,4 | −26,6 | −43,7 | −43,7 |
| Норма осадков, мм             | 45    | 34    | 32   | 33    | 51   | 76   | 74   | 64   | 58   | 63    | 48    | 44    | 628   |
| Источник: Погода и климат     |       |       |      |       |      |      |      |      |      |       |       |       |       |

| Показатель                   | Янв. | Фев. | Март | Апр. | Май  | Июнь | Июль | Авг. | Сен. | Окт. | Нояб. | Дек. | Год |
| ---------------------------- | ---- | ---- | ---- | ---- | ---- | ---- | ---- | ---- | ---- | ---- | ----- | ---- | --- |
| Средняя температура, °C      | −8,2 | −8,3 | −2,4 | 5,4  | 12,2 | 16   | 18,2 | 15,8 | 10,4 | 4,6  | −2,6  | −6,8 | 4,5 |
| Норма осадков, мм            | 44   | 32   | 28   | 33   | 44   | 88   | 76   | 68   | 61   | 58   | 51    | 46   | 629 |
| Источник: ФГБУ «ВНИИГМИ–МЦД» |      |      |      |      |      |      |      |      |      |      |       |      |     |

## История
Город основан в 1152 году князем Юрием Долгоруким в качестве будущей столицы Северо-Восточной Руси.

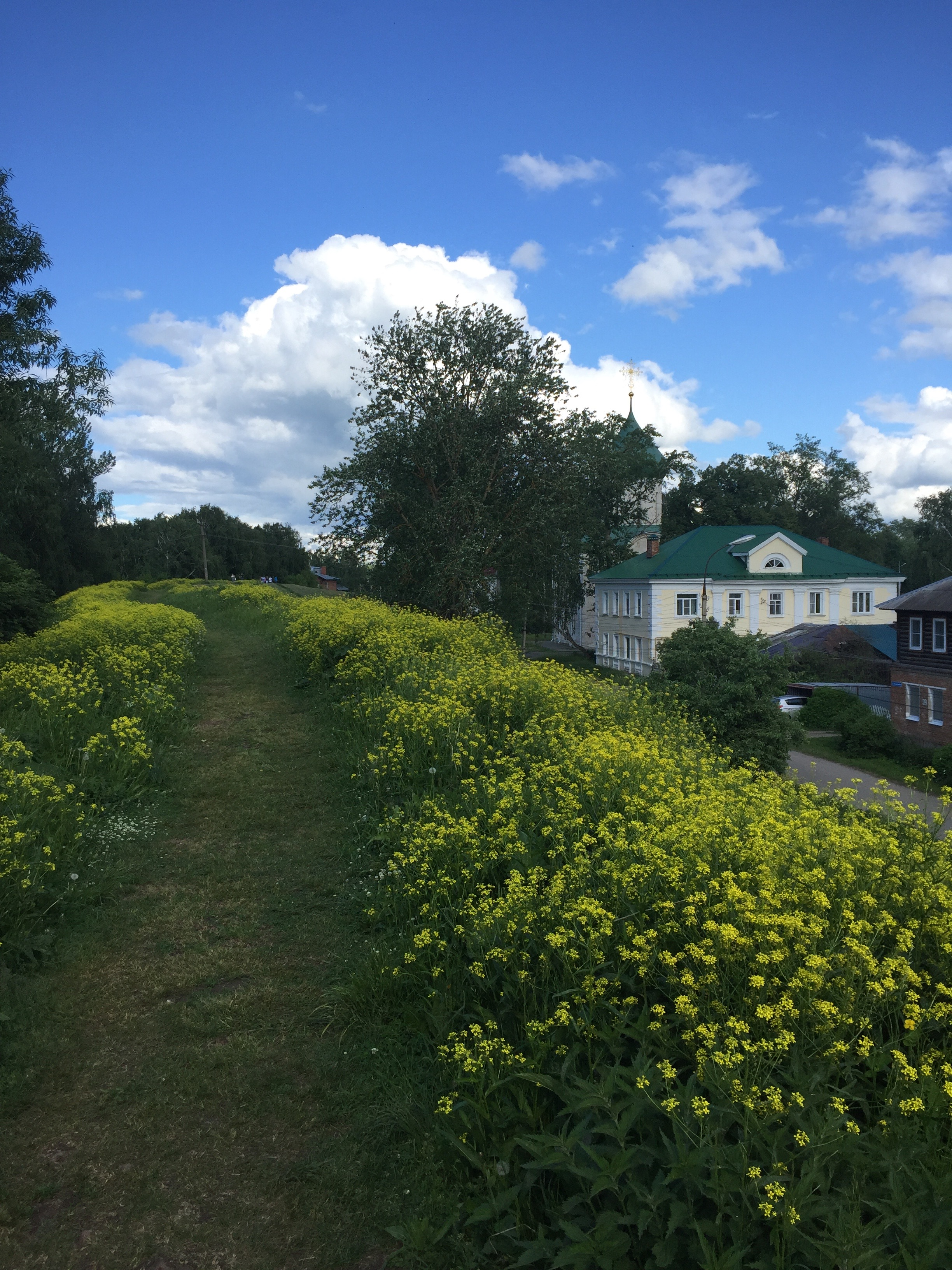
Городские валы Переславля-Залесского

Князь заложил на болотистой равнине огромный по тогдашним меркам город с длиной валов около 2,5 км. Городов, больших по размерам, чем Переславль, в Северо-Восточной Руси не было. Сопоставим с ним только Владимир (периметр укреплений Мономахова, или Печернего, города — тоже около 2,5 км). Периметр укреплений Юрьева-Польского меньше — 2 км, в Суздале ещё меньше — 1,4 км. В Дмитрове (основанном немного позже Переславля — в 1154 году), Ярославле (Рубленый город) и Перемышле Московском — ок. 1 км, в Звенигороде и Москве (крепость 1156 года) — около 800 м. Переславль-Залесский был очень большим городом и по меркам всей Руси. Больше него были только Киев (периметр укреплений города Ярослава того времени — ок. 3,5 км) и Смоленск (город Ростислава — тоже ок. 3,5 км). Периметр укреплений Новгорода и «городища» Старой Рязани — около 1,4 км.
Первоначальное название — Переяславль — город получил в честь более древнего города — Переяславля-Русского (сегодняшний Переяслав на территории Украины), который, в свою очередь, был основан и назван так князем Владимиром Святославичем. Периметр укреплений Переяславля-Русского был гораздо меньше, чем города Долгорукого, — около 1,5 км.
Основанный Юрием Долгоруким город находился за лесами в Залесье — области полей и земледелия; поэтому к названию города стали добавлять дополнительное определение: Переяславль-Залесский. С XV века произношение изменилось на Переславль-Залесский.
Академик С. В. Заграевский отмечал, что и по значимости для культуры и политики, и по трудозатратам и нагрузке на экономику Руси строительство Юрием Долгоруким в 1152 году своей будущей столицы «на голом месте», на болотистой почве, было вполне сопоставимо с основанием Петром I Санкт-Петербурга. И весьма символично то, что Пётр строил свой первый флот именно на Плещеевом озере.
После смерти Юрия Долгорукого Переславль-Залесский потерял столичные функции, и его развитие приостановилось.
При реставрации Спасо-Преображенского собора в Переславле-Залесском была открыта надпись-граффити XII века, содержавшая имена 20 заговорщиков — убийц князя Боголюбского, начиная с имён Кучковичей, и описание обстоятельств убийства.
Город остался одним из важнейших уделов. Около 1220 года в нём родился князь Александр Невский.
В центре города во время охранных археологических исследований было обнаружено массовое захоронение людей. Сходство с массовыми захоронениями в Ярославле свидетельствует, возможно, что они погибли во время набега татар в 1238 году.

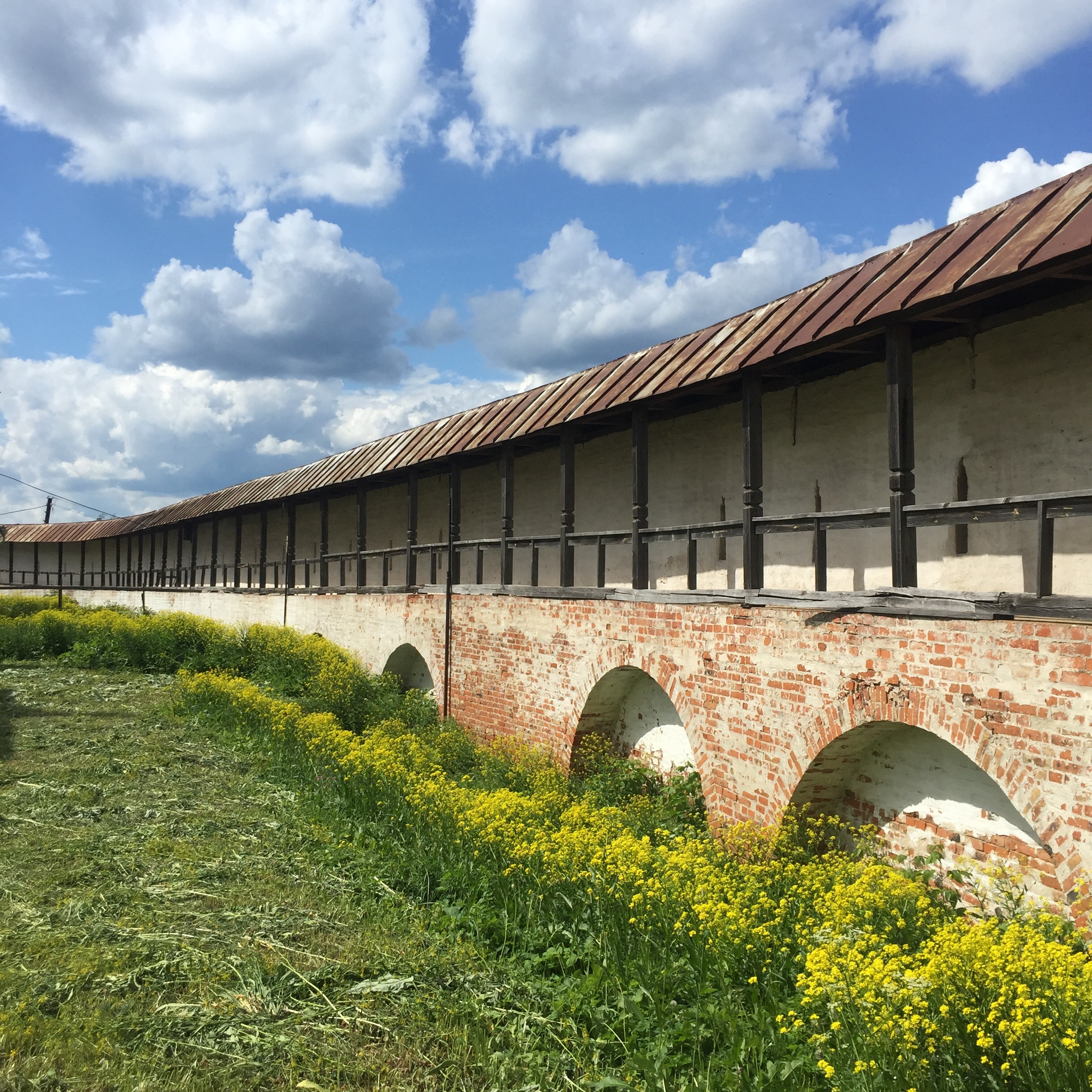
Стены Горицкого монастыря

В 1276—1294 годах (с перерывом) княживший в Переславле Дмитрий Александрович Переяславский, сын Александра Невского, был великим князем Владимирским, хотя его резиденция по-прежнему находилась в Переславле. Таким образом, в это время Переславль-Залесский вновь стал фактической столицей Северо-Восточной Руси. В 1280 году в Переяславле прошёл собор с участием северо-русских епископов (новгородского архиепископа Климента, ростовского епископа Игнатия и владимирского епископа Феодора), митрополита Кирилла III, умершего там, и великого князя Дмитрия Александровича Переяславского.
В 1302 году, после смерти князя Ивана Дмитриевича, город по его завещанию отошёл к Московскому княжеству. Великий князь Андрей Александрович (Городецкий) пытался присоединить Переяславль к своим владениям, однако грамота ордынского хана в 1303 году подтвердила права московских князей. В 1304 году в битве под Переславлем-Залесским от объединённого московско-переславского войска потерпел полное поражение осадивший город тверской отряд под командованием боярина Акинфа. Переяславль вернулся в состав великого княжества Владимирского

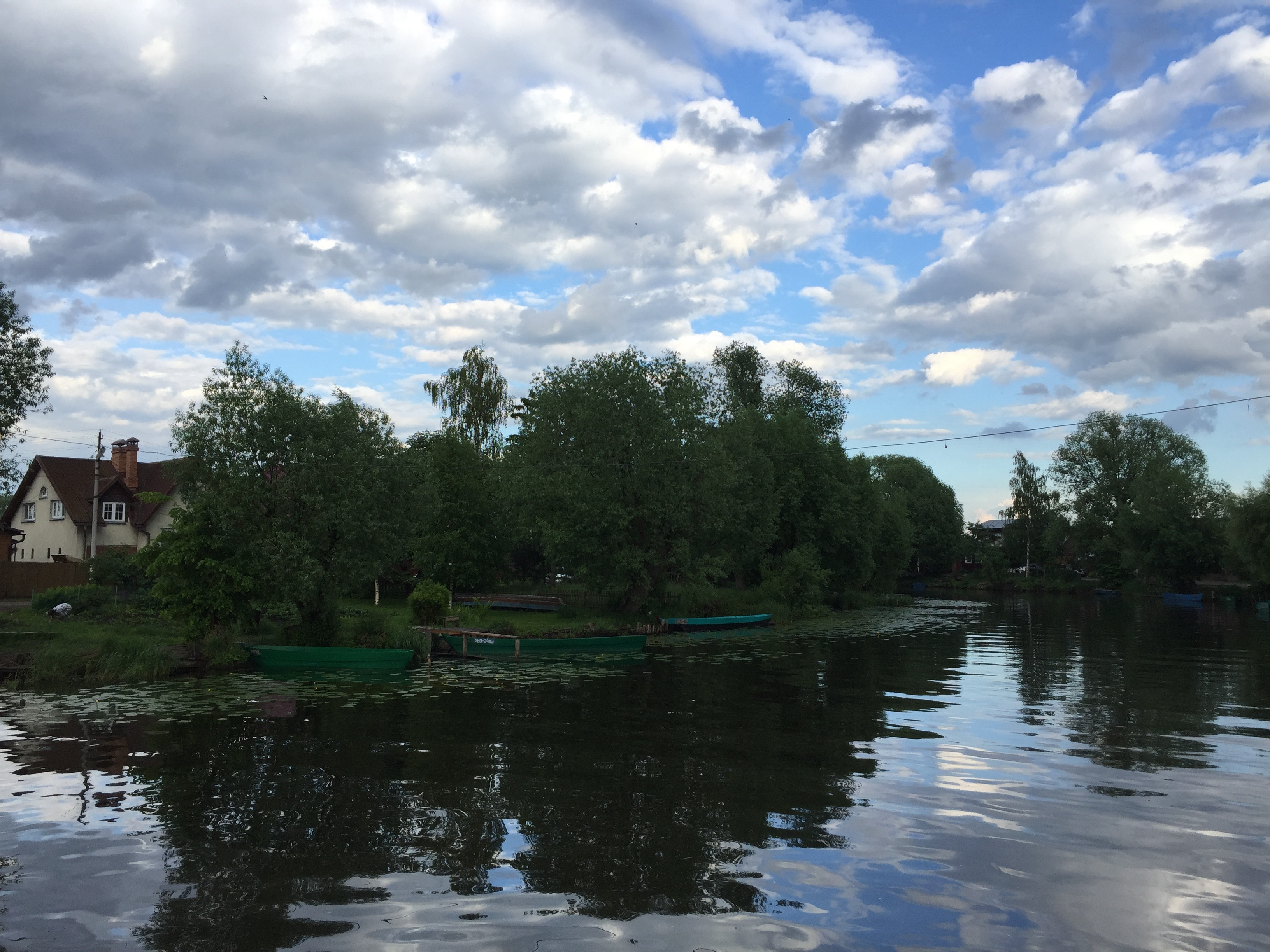
Дома у реки Трубеж (2019)

В 1238 году (после пятидневной осады), 1252, 1281 и 1282 году город был взят и разграблен ордынцами. В 1294 году город сжёг ярославский князь Фёдор Чёрный. Начиная с 1302 года город управлялся московскими наместниками, а иногда выдавался в кормление пришлым князьям. В 1372 году городской посад был выжжен набегом трокского князя Кейстута. В 1382, 1408 и 1419 году город опять был взят и разграблен ордынцами.
В XV и XVI веках Переславль составлял вотчину князей московских и обязан был доставлять ко двору рыбу, что отразилось на гербе города.  Эта рыба — переславская ряпушка — деликатесный подвид с особым вкусом, обитающий только в Плещеевом озере, в настоящее время занесена в Красную книги России и Красную книгу Ярославской области.
В самом начале XIV века по завещанию последнего удельного князя Ивана Дмитриевича, внука Александра Невского, Переяславль-Залесский был присоединен к Московскому княжеству. Документы свидетельствуют, что Переяславль был одним из основных поставщиков пергаменных рукописей для нужд московского Печатного двора. Однако до нас дошло только несколько кодексов местного письма. Лучшим из них является «Переяславское Евангелие», замечательное своим художественным оформлением. В рукописи пять миниатюр, одна из которых — «Спас в силах» — является настоящей загадкой для искусствоведов. Изысканный цветочный орнамент не находит аналогий в книжности и сравним только с декоративными элементами фресковой росписи храмов. Рукопись хранилась в Переславском Никольском монастыре «на болоте» (в XIX веке владельцем её был граф Ф. А. Толстой, в составе коллекции которого книга поступила в Публичную библиотеку в 1830 году).
Осенью 1374 года московский князь Дмитрий Иванович в Переславле организовал встречу русских князей и бояр, на которой впервые обсудил вопрос об избавлении страны от монголо-татарского ига.
В 1608 году крепость была разрушена польско-литовскими интервентами. Город сильно пострадал в годы Смутного времени.

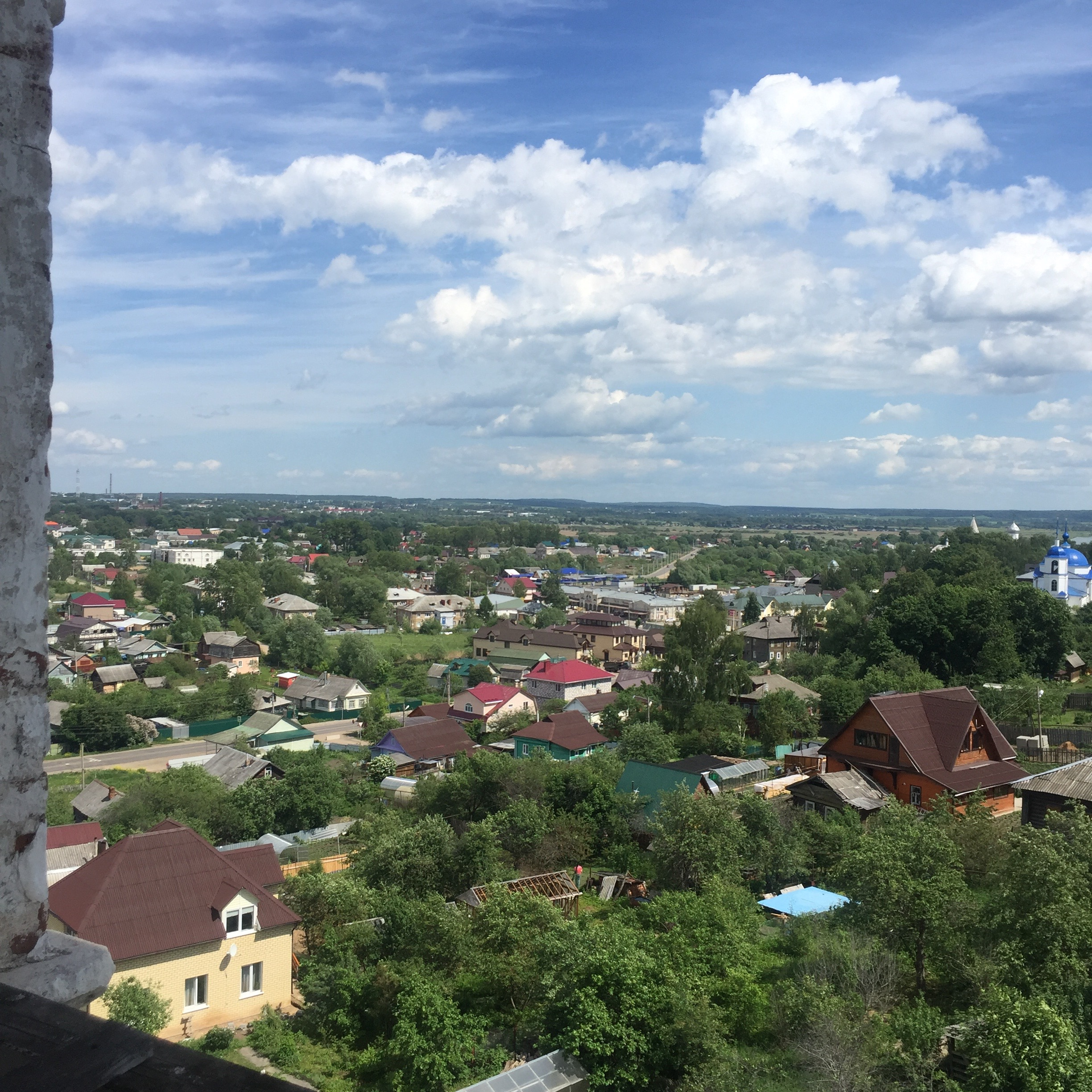
Переславль-Залесский летом

В 1688 году царь Пётр I на Плещеевом озере начал строительство потешной флотилии, что было началом русского военного флота. В 1692 году строительство флотилии было завершено и устроен торжественный смотр.
В 1708 году город был приписан к Московской губернии. С 1719 года — центр Переславской провинции Московской губернии. С 1778 года — уездный город Владимирского наместничества, а потом — Владимирской губернии.
С 1929 года — центр Переславского района Ивановской промышленной области. С 1936 года — в составе Ярославской области.
В 1884 году в городе был построен водопровод.
С 1872 по 1917 год городом руководила городская дума. В 1994 году она была воссоздана.
В 1917 году вышла первая газета в городе — Переславец.
17 марта 1944 года Переславль-Залесский получил статус города областного подчинения.

## Геральдика
Первый герб был принят 19 августа 1781 года. На гербе изображены две золотые переславские ряпушки в чёрном поле «в знак того, что сей оною копченою рыбой производит торг» и львиный леопард как символ Владимирского наместничества, к которому тогда относился Переславль.
Современный герб города принят в 2002 году: по сравнению со старым гербом в нём убрана верхняя часть, так как город уже не относится к Владимирскому региону, более схематичным стало изображение рыб. Флаг города принят 7 февраля 2002 года, внешне схож с гербом, однако ряпушки — чёрного цвета, а поле — жёлтого.

## Население
| 1856    | 1897    | 1913    | 1923    | 1926    | 1939    | 1959    | 1967    | 1970    | 1979    | 1989    | 2000    |
| ------- | ------- | ------- | ------- | ------- | ------- | ------- | ------- | ------- | ------- | ------- | ------- |
| 5400    | ↗10 600 | ↗12 800 | ↘12 700 | ↗13 386 | ↗19 874 | ↗23 137 | ↗27 000 | ↗30 062 | ↗37 505 | ↗42 331 | ↗44 900 |
| 2001    | 2002    | 2003    | 2005    | 2006    | 2007    | 2008    | 2009    | 2010    | 2011    | 2012    | 2013    |
| ↘44 700 | ↘43 379 | ↗43 400 | ↘42 900 | ↘42 700 | ↘42 400 | ↘42 300 | ↗42 387 | ↘41 925 | ↘41 800 | ↘41 341 | ↘40 930 |
| 2014    | 2015    | 2016    | 2017    | 2018    | 2019    | 2020    | 2021    |         |         |         |         |
| ↘40 283 | ↘40 028 | ↘39 464 | ↘39 105 | ↘38 649 | ↘38 255 | ↘37 943 | ↘37 738 |         |         |         |         |

На 1 января 2025 года по численности населения город находился на 418-м месте из 1124 городов Российской Федерации.
Национальный состав
По итогам переписи населения 2020 года проживали следующие национальности (национальности менее 0,1 % и другое, см. в сноске к строке «Другие»):
| Национальность | Численность, чел. | Доля     |
| -------------- | ----------------- | -------- |
| Русские        | 31 322            | 83,00 %  |
| Армяне         | 496               | 1,31 %   |
| Украинцы       | 224               | 0,59 %   |
| Таджики        | 203               | 0,54 %   |
| Татары         | 104               | 0,28 %   |
| Азербайджанцы  | 73                | 0,19 %   |
| Узбеки         | 68                | 0,18 %   |
| Белорусы       | 50                | 0,13 %   |
| Другие         | 5198              | 13,78 %  |
| Итого          | 37 738            | 100,00 % |

## Экономика
В городе расположены заводы АО «Завод ЛИТ», ООО «ПолиЭР» и ОАО «Компания Славич», ООО «Залесье», ООО «Кенгуру», фотохимический цех «Кодак», фабрика «Новый мир», «Переславский хлебозавод» (входит в Агропромышленную корпорацию «Стойленская Нива») и ряд других предприятий. Большинство крупных предприятий города относятся к комплексу химической промышленности. В Переславле-Залесском производится теплоизоляция на основе вспененного полиэтилена, покрывные материалы на основе алюминиевой фольги, пластиковая одноразовая посуда и пластиковая упаковка, PS-, PP-, PET-ленты. Выпускается технический текстиль, машинная вышивка. Развиты местное машиностроение, пищевая промышленность, производство строительных блоков по объёмно-модульной технологии.
В 2006 году на базе инфраструктуры ОАО «Компания Славич» был создан Переславский технопарк.
Город был известен туристической узкоколейной железной дорогой (Переславль — начальный пункт отправления). В 2005 году дорога была разобрана. В 2021 году начато восстановление участка узкоколейной железной дороги вдоль южного берега Плещеева озера. С 2022 года на данном участке для жителей и гостей города предоставляется возможность покататься на дрезине.

## Образование
На данный момент на территории города функционирует 13 детских садов, 7 общеобразовательный школ, 1 гимназия, 5 учреждений дополнительного образования, а также 1 летний детский лагерь.
Также в городе находятся 3 учреждения профессионального образования:
- Переславский колледж им. А. Невского
- Профессиональное училище № 6
- Профессиональное училище № 37

В 1992—2017 годах в городе работал негосударственный вуз — Институт программных систем «УГП имени А. К. Айламазяна». Вуз открылся 26 ноября 1992 года по инициативе академика Евгения Велихова и профессора Альфреда Айламазяна. В 2017 году университет был закрыт в связи с финансовыми трудностями.

## Достопримечательности

Памятник Юрию Долгорукому
в Переславле-Залесском

Памятники церковного зодчества: пять архитектурных комплексов монастырей и девять церквей (Подробнее см. раздел «Религия»).
Памятник основателю города Юрию Долгорукому расположен около въезда в город по московской дороге, в Горицком Успенском монастыре. Бюст, сделанный скульптором С. М. Орловым в 1949 году, фактически как эскиз памятника Юрию Долгорукому в Москве, был отлит из бронзы Г. Савинским в 1950 году.
В центре Переславля сохранился городской вал, окружающий исторический центр города. Вдоль реки Трубеж протянулась Рыбная слобода.
Музеи и выставки:
- Переславль-Залесский историко-архитектурный и художественный музей-заповедник
- Музей-усадьба «Ботик Петра I» (с 1803, первый провинциальный музей России), где сохранился ботик «Фортуна»
- Переславский дендрологический сад
- Музей утюга
- Музей крестьянского дизайна «Конь в пальто» (Конная ул., 17)
- Музей «Дом чайника»
- Музей хитрости и смекалки
- Музей радио
- Музей чайника
- Музей швейного искусства
- Музей Александра Невского
- Музей истории денег
- Музей «Царство ряпушки»
- Музей граммофонов и грампластинок
- Парк культуры и отдыха «Русский парк»
- Центр сохранения и развития народных традиций «Дом Берендея»
- Культурно-выставочный центр на Ростовской

В 2 км к северо-западу от города находится археологический памятник «Клещинский комплекс», центром комплекса является древний город Клещин, от которого сохранились валы XII века. Сохранился объект поклонения язычников — Синий камень, огромный валун тёмно-синего цвета весом 12 тонн. В нескольких километрах от Переславля-Залесского, в посёлке Талицы находится Переславский железнодорожный музей.

## Памятники церковной архитектуры
В городе — шесть монастырей, четыре из которых действующие:
- Горицкий монастырь (закрыт в 1744 году, музей);
- Никитский монастырь;
- Никольский монастырь;
- Сретенский Новодевичий монастырь (закрыт в 1764 году);
- Троицкий Данилов монастырь;
- Феодоровский монастырь.

Духовский монастырь, построенный до 1568 года, а также возникшая у его стен слобода, не сохранились.
В 1744—1788 годах был центром Переславской епархии, восстановленной 27 декабря 2015 года. В городе работало Переславское духовное училище.

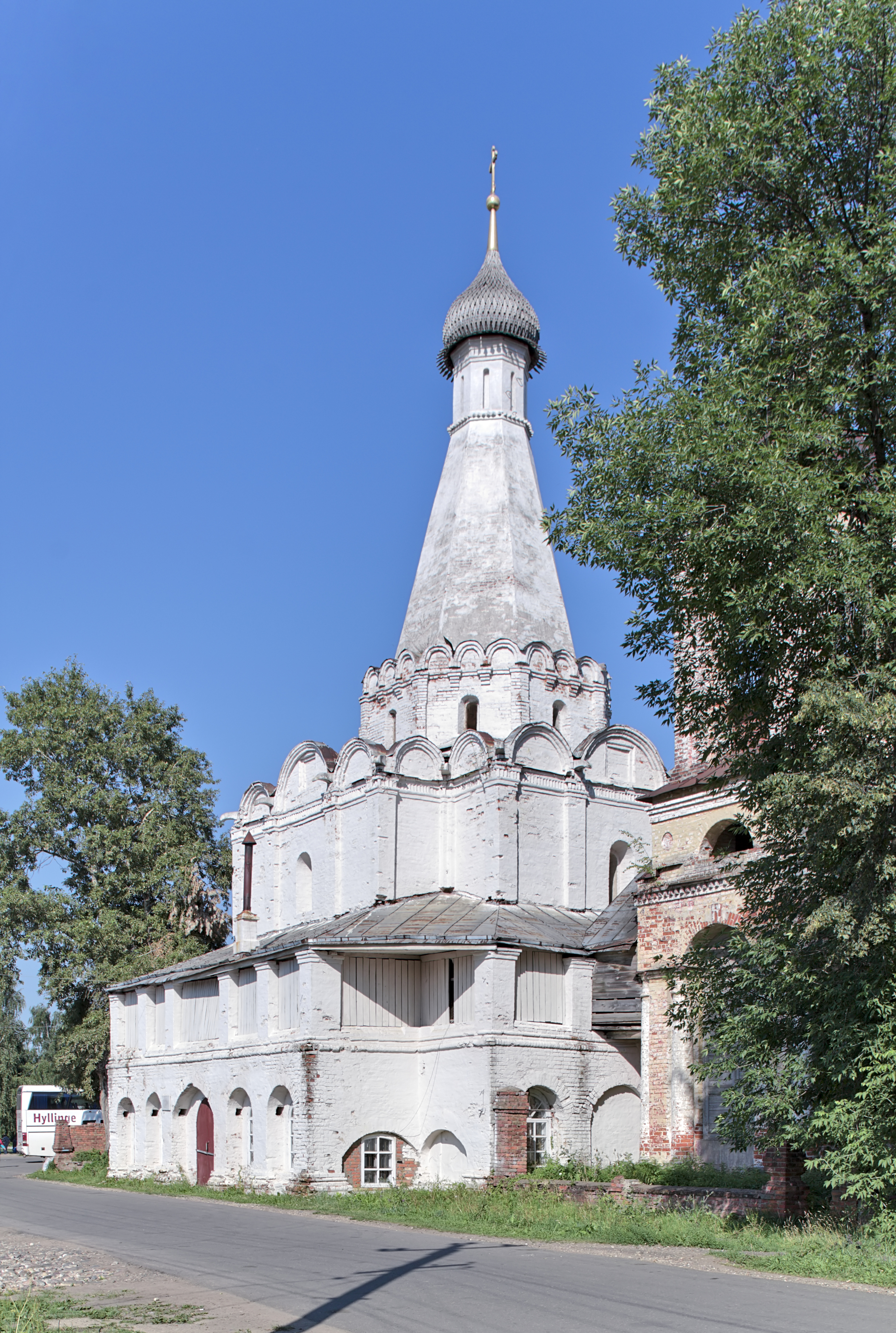
Церковь Петра Митрополита

В городе девять церквей, из которых примечательны:
- Спасо-Преображенский собор XII века, древнейший памятник архитектуры Северо-Восточной Руси;
- шатровая церковь Петра Митрополита (1585);
- Владимирский собор (40-е годы XVIII века);
- Покровская церковь (1769);
- Церковь Симеона Столпника (1771);
- Церковь Сорока мучеников Севастийских (середина XVIII века).

## Международные отношения
Города-побратимы Переславля:
- Вальдек-Франкенберг (нем. Waldeck-Frankenberg), Германия (с 1990 года)[61]
- Неккарбишофсхайм (нем. Neckarbischofsheim), Германия (с 1992 года)[62]

## СМИ
- Телеканал «Переславль»[63][64]
- Газета «Переславская неделя»[65]
- Портал «PRO Переславль»
- Газета «Независимая газета. Жизнь в Переславле»
- Газета «Переславская жизнь»
- Портал «В ногу со временем»
- Газета «Переславский ГОРОДОК»
- Газета Переславского муниципального района «Переславский край»

## Общественный транспорт
В городе действует автобусное сообщение.
До 2009 года перевозками на городских маршрутах занималось ГП ЯО «Переславское АТП». 31 декабря 2015 года оно было ликвидировано в связи с реорганизацией в Переславский филиал АО «Ярославское АТП», который ныне работает на пригородных и междугородних маршрутах. С 2009 по 31 декабря 2017 года перевозками занимались ИП Шангина, ИП Новиков В. А., ИП Зуев А. В. 31 декабря 2017 года на маршруты вышел перевозчик ООО «АВТО-НАДЕЖДА», с полностью обновлённым подвижным составом (20 машин). 27 ноября 2019 года ООО «АВТО-НАДЕЖДА» прекратило работу из-за проигрыша на конкурсе на обслуживание городских маршрутов, вместо неё на маршруты вышел ставропольский перевозчик ООО «Терек ЛТД», победивший в конкурсе. В марте 2023 года ООО «Терек ЛТД» прекратил работу на городских маршрутах из-за многочисленных нареканий со стороны местных властей, вместо него обслуживанием маршрутов стал заниматься ИП Олехов Е.А. В апреле 2024 года вместо ИП Олехов Е.А городские маршруты начал обслуживать ООО «Автократ».
Список маршрутов автобусов:
- № 1 — «ОАО „Славич“» — «Автостанция» (10 автобусов на линии, интервал движения — каждые 6 минут)
- № 1В — «Казначейство» — «Автостанция» (по воскресеньям)
- № 4 — «посёлок Молодёжный» — «Медсанчасть ОАО „Славич“» (1 автобус на линии, интервал движения — каждые 70 минут)
- № 5 — «Улица Сокольская» — «ОАО „Славич“» (1 автобус на линии, интервал движения — каждые 60 минут)
- № 5А — «Улица Сокольская» — «ОАО „Славич“» (один рейс в день от улицы Сокольской)
- № 5В — «Улица Сокольская» — «ОАО „Славич“» (по воскресеньям)
- № 6 — «посёлок Молодёжный» — «Автостанция» (1 автобус на линии, интервал движения — каждые 70 минут)
- № 7 — «Стоматологическая поликлиника» — «Автостанция» (2 автобуса на линии, интервал движения — каждые 30 минут, по будням)
- № 8 — «мкр. Чкаловский» — «ОАО „Славич“» (2 автобуса на линии, интервал движения — каждые 30 минут)
- № 8В — «мкр. Чкаловский» — «Казначейство» (по воскресеньям)
- № 9 — «Большая Брембола» — «ОАО „Славич“» (1 автобус на линии, интервал движения — каждые 60 минут)
- № 9В — «Большая Брембола» — «Казначейство» (1 автобус на линии, интервал движения — каждые 60 минут)
- № 10 — «Школа № 4» — «Озеро» (2 автобуса на линии, интервал движения — каждые 20 минут)

Стоимость проезда по состоянию на январь 2025 года составляет 31 рубль. На городских маршрутах действуют льготы.
Подвижной состав представлен автобусами среднего класса марки ПАЗ.
Также до 2009 года в городе была действующая музейная узкоколейная железная дорога. Сейчас УЖД есть только в пригороде Переславля в посёлке Талицы. На начало 2023 года Переславская УЖД разобрана, депо в п. Талицы используется как частный железнодорожный музей, как средство транспорта не функционирует.

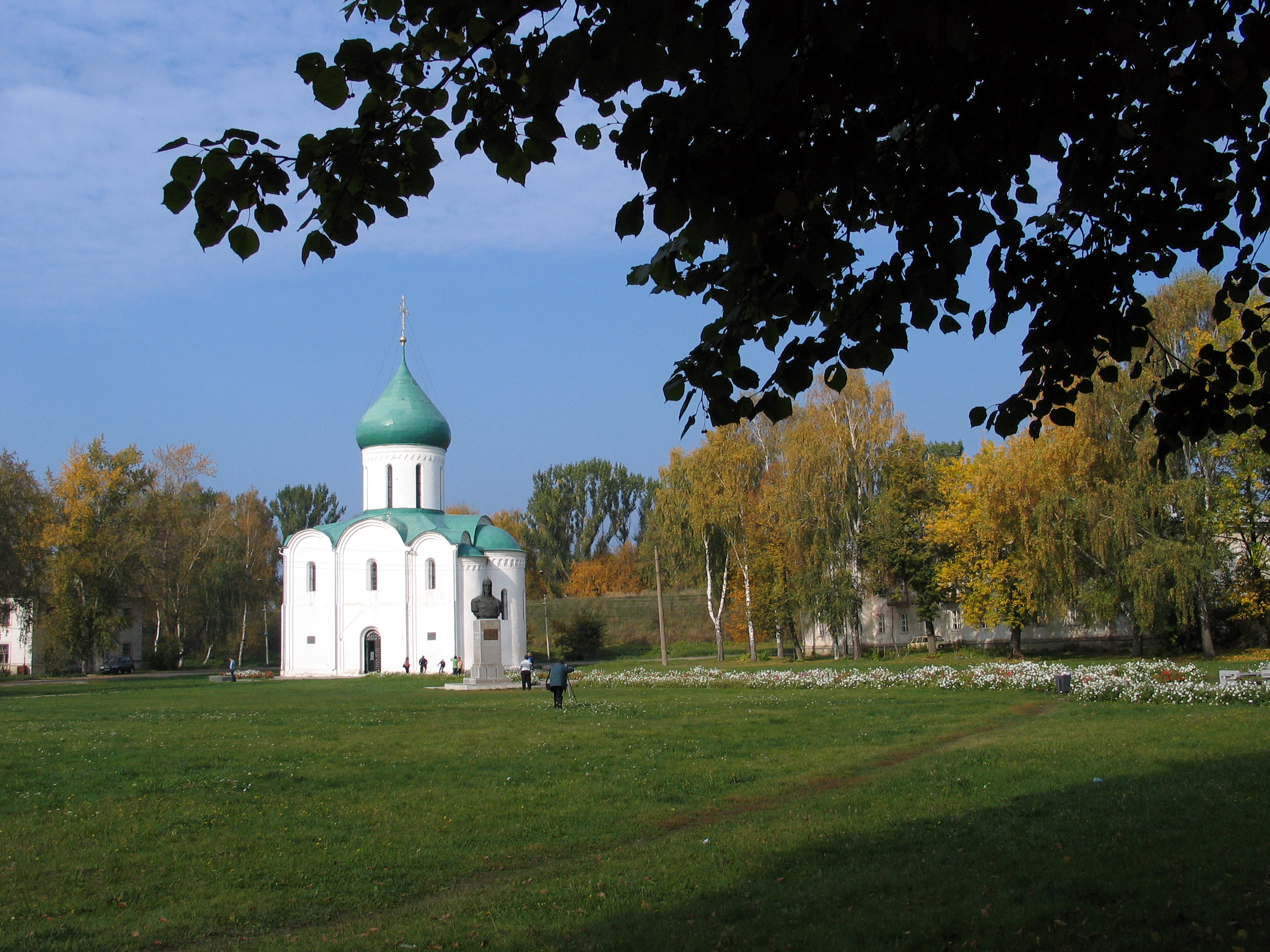
Спасо-Преображенский собор
Спасо-Преображенский собор, памятник князю Александру Невскому
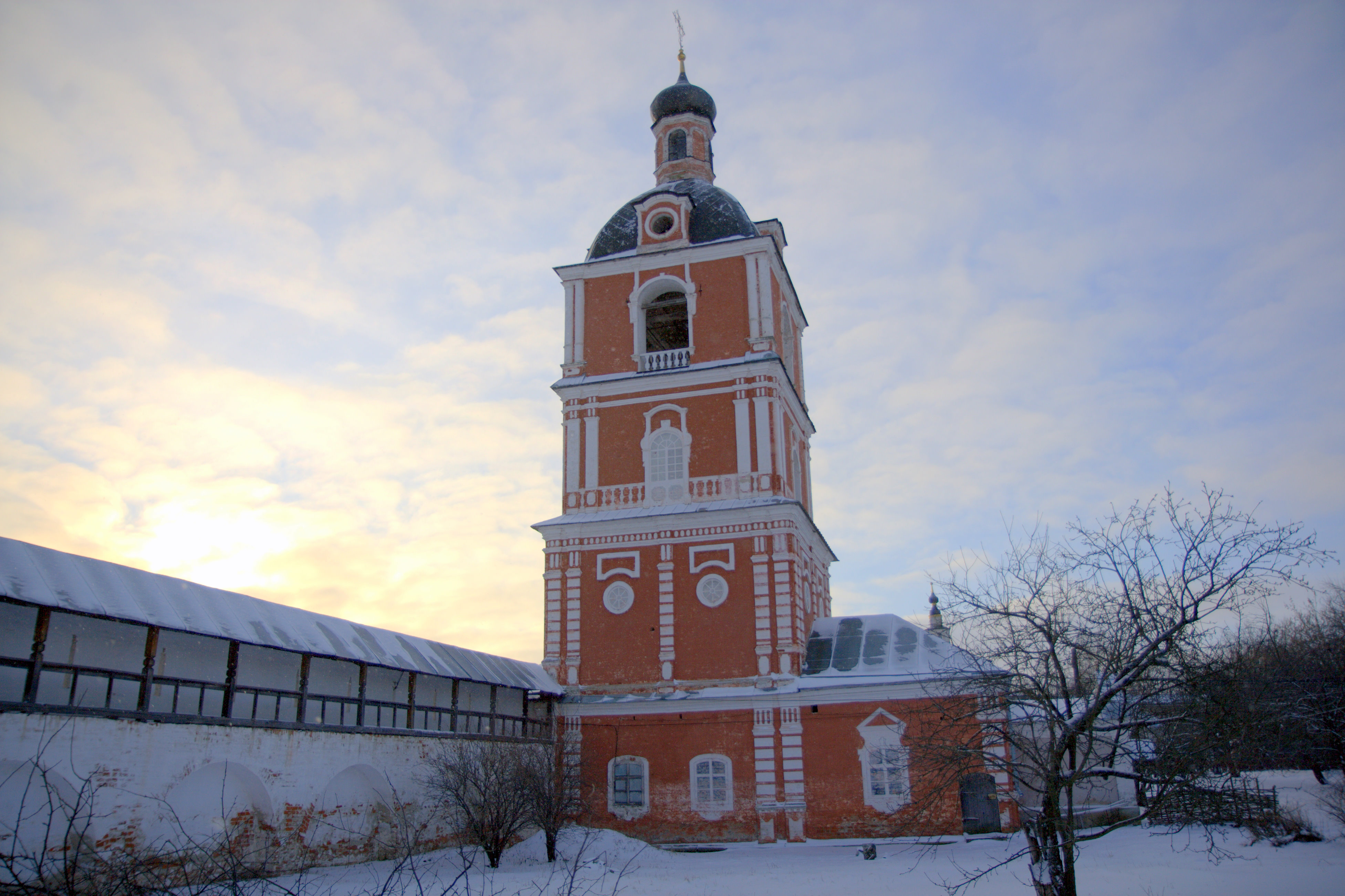
Церковь Богоявления (Переславль-Залесский, 2009)
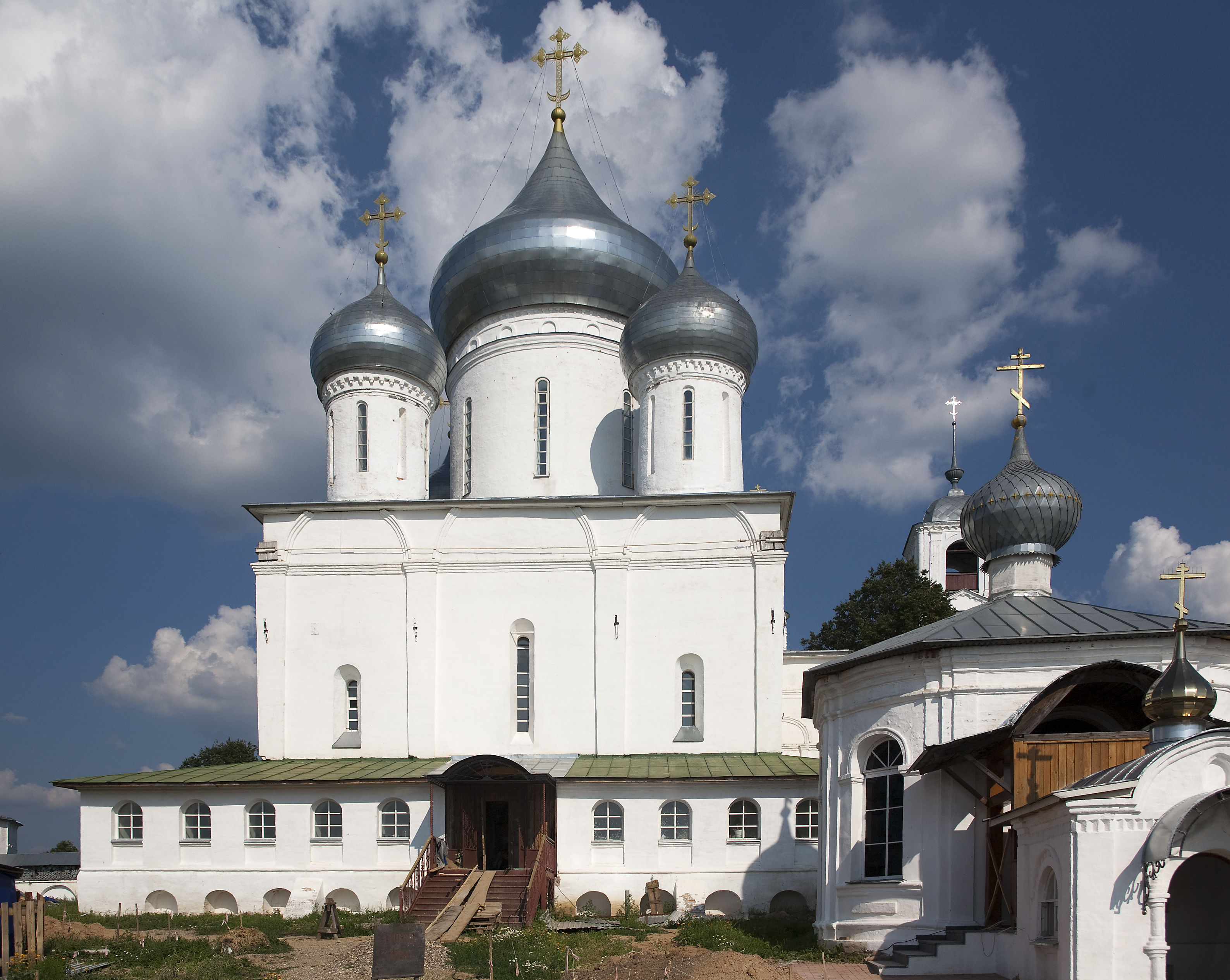
Никитский собор (XVI в.) Никитского мужского монастыря Фото 2010 г.
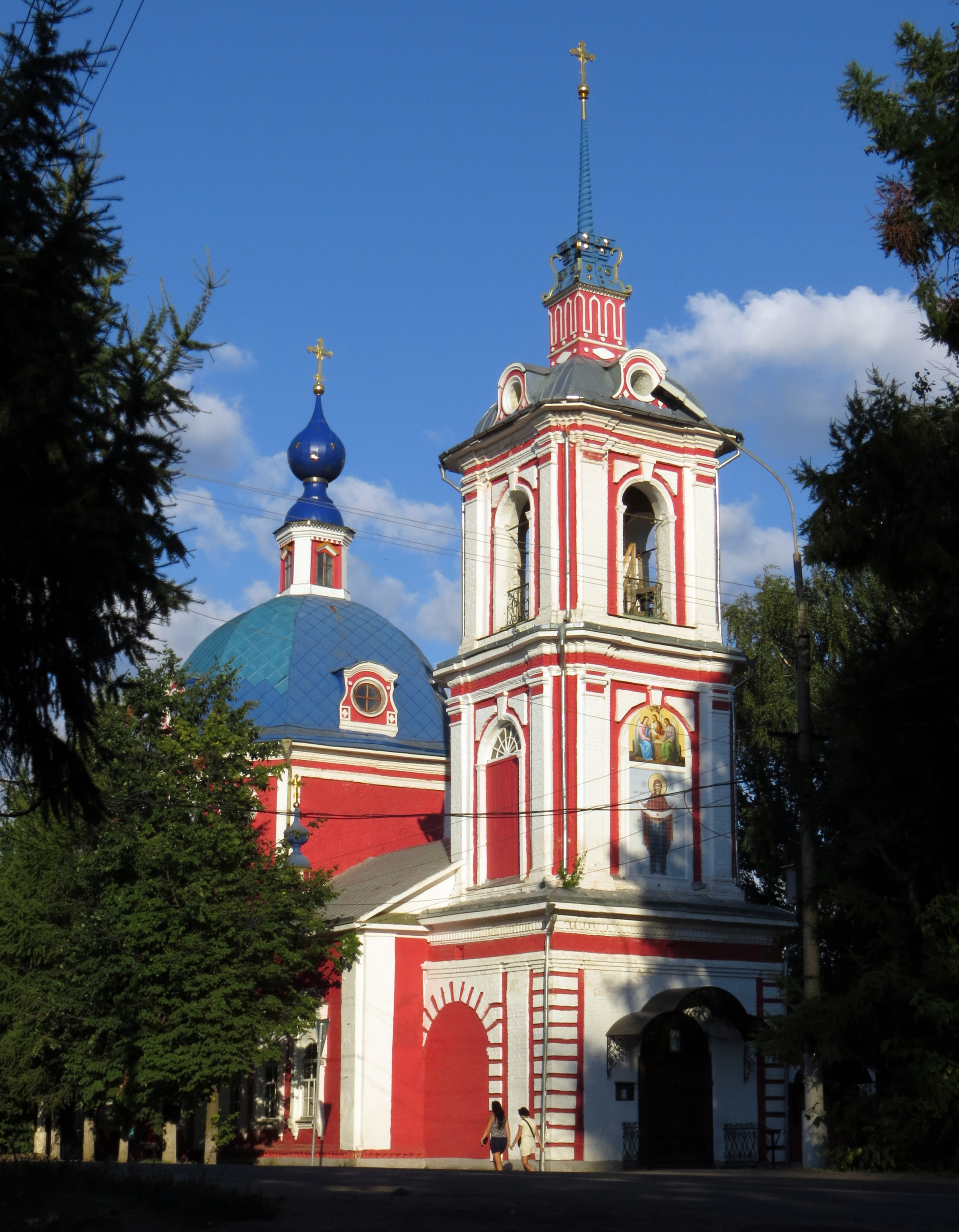
Покровская церковь
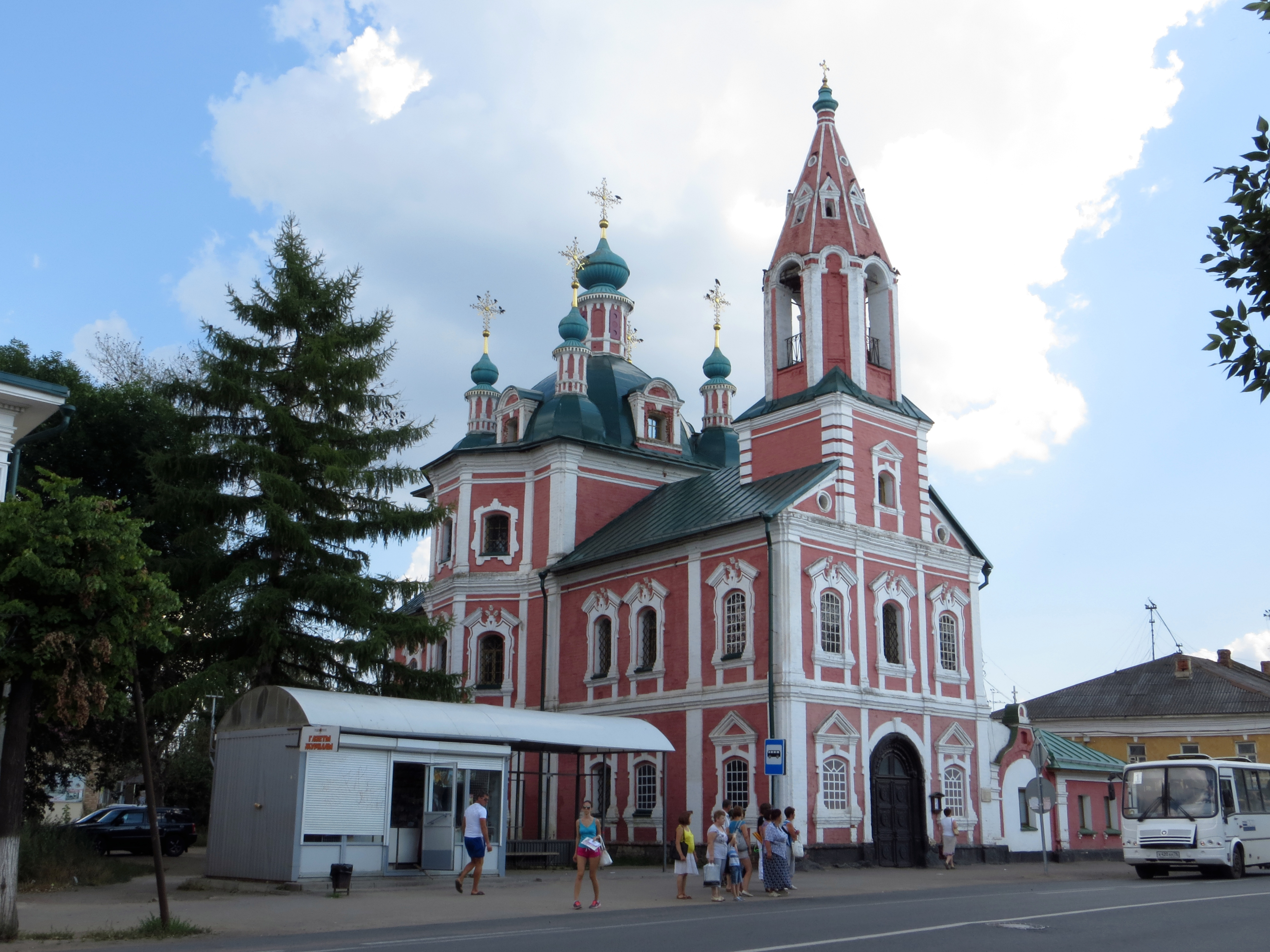
Церковь Симеона Столпника
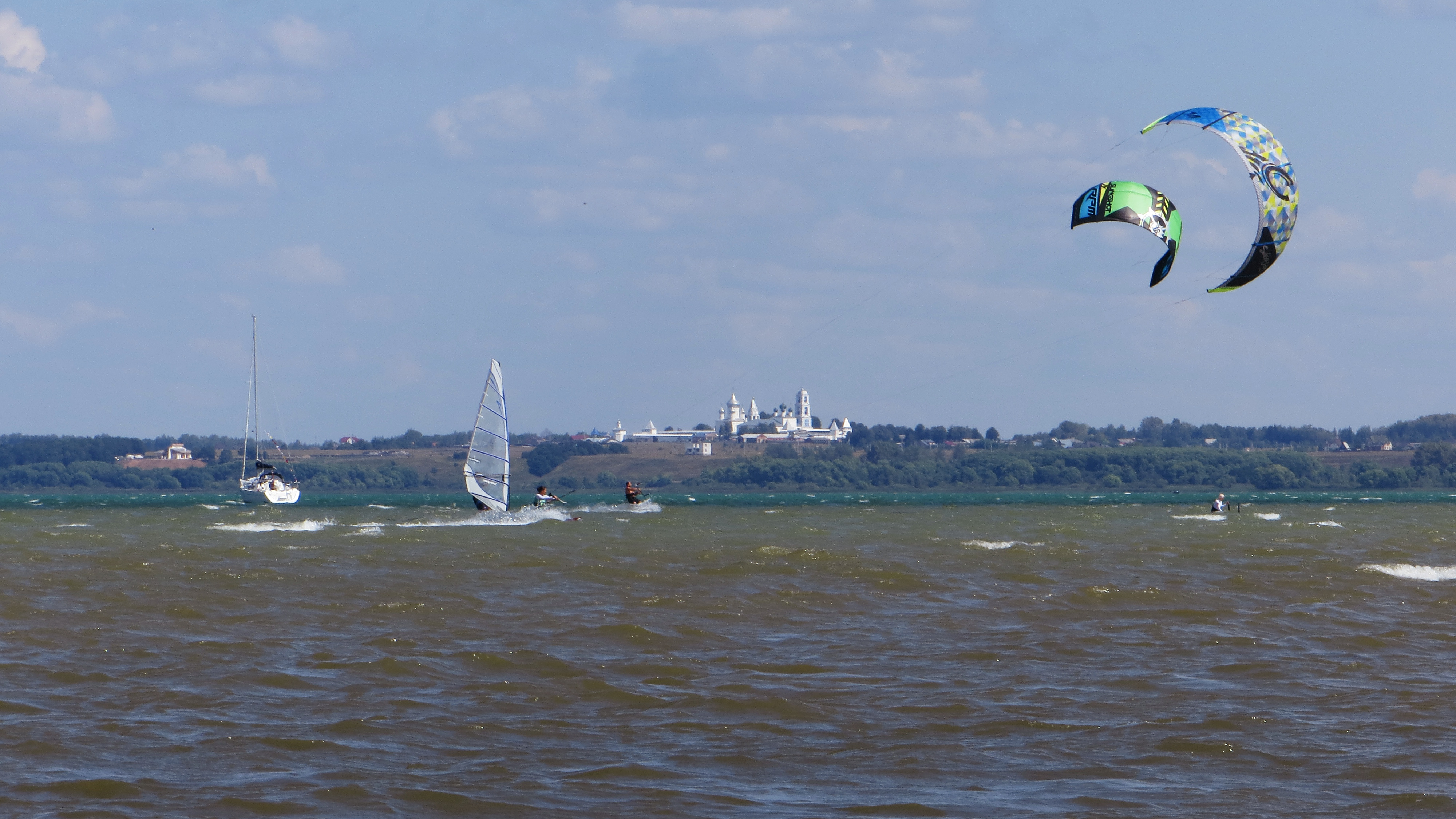
Плещеево озеро и Никитский монастырь, вид с Ботика
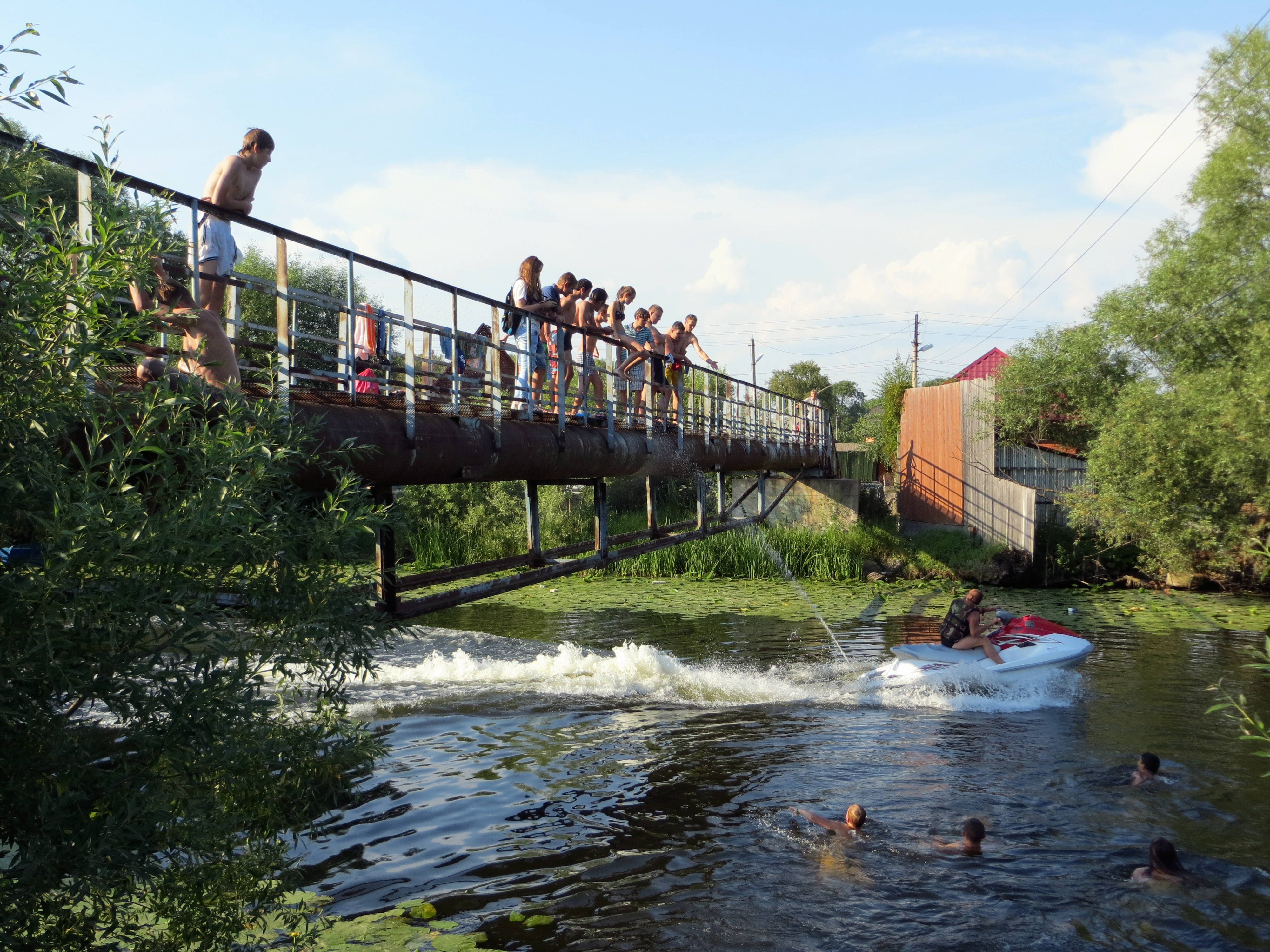
Живой мост через Трубеж
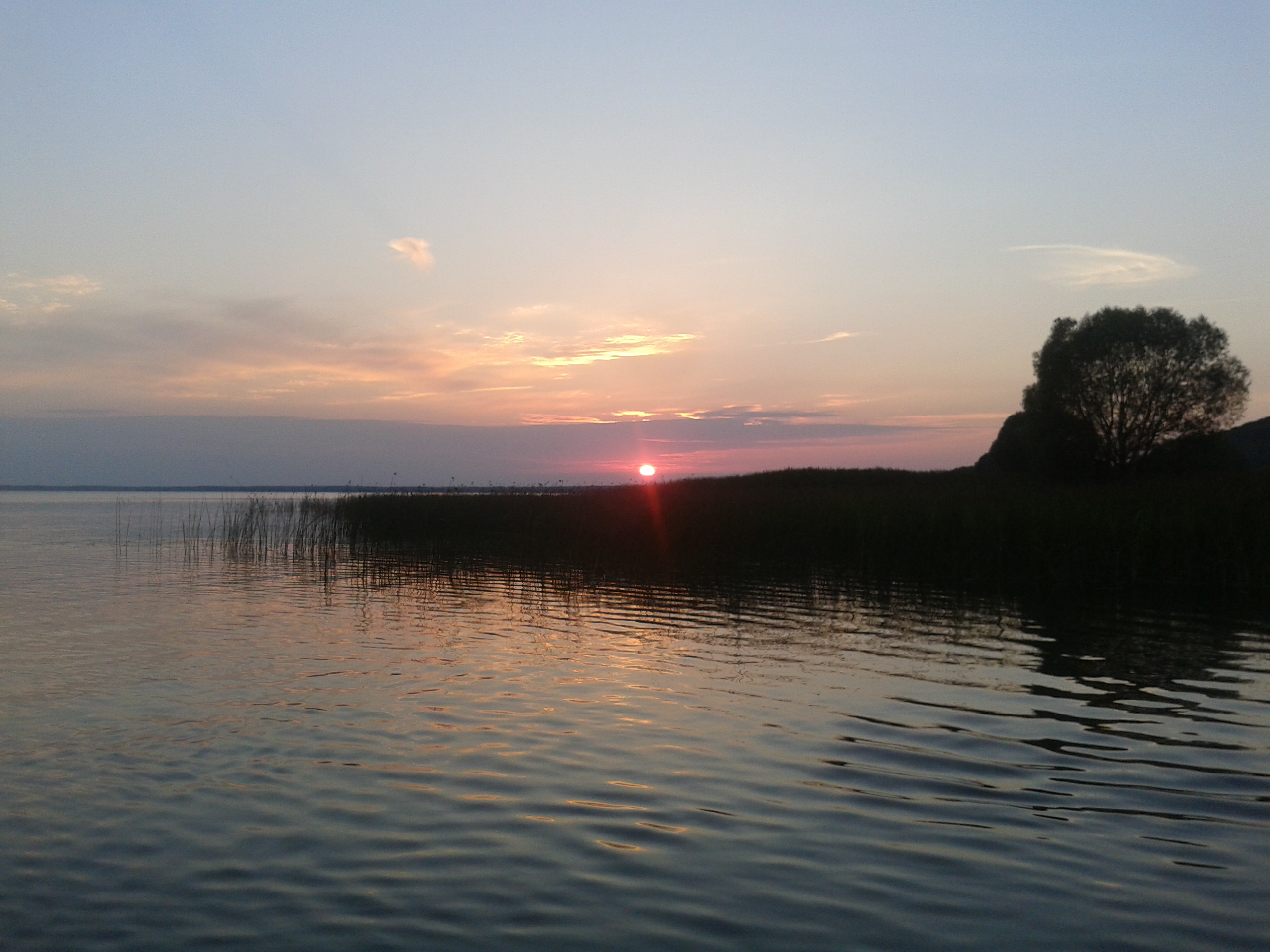
Закат на Плещееве озере
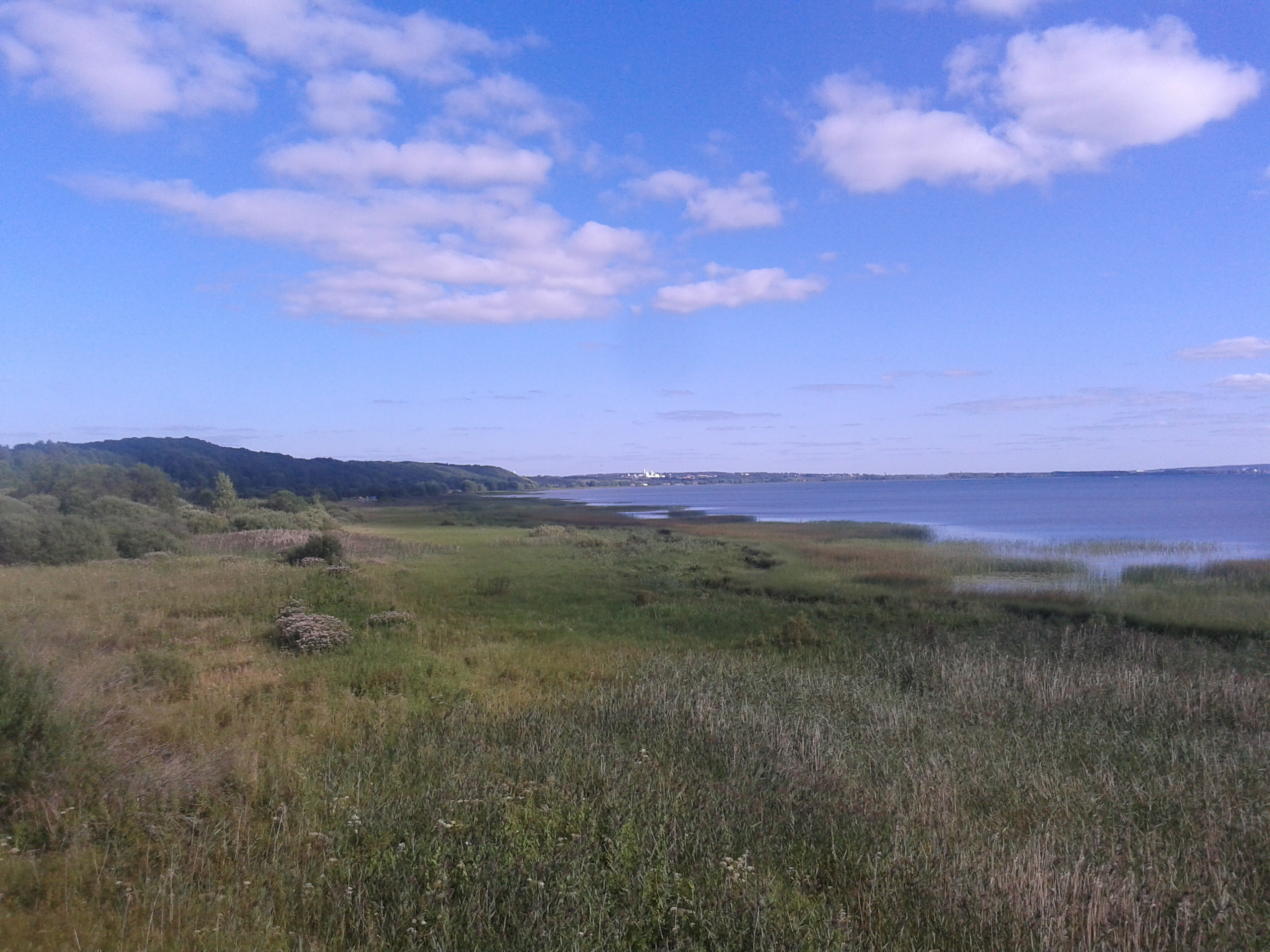
Вид Плещеева озера с вышки экологической тропы «Серая цапля»